# Wenceslao Mujica
Wenceslao Mujica Farfán fue un abogado y político peruano. 
Fue elegido diputado suplente por la provincia de Acomayo en 1913 hasta 1918 durante los gobiernos de Guillermo Billinghurst, Oscar R. Benavides y José Pardo y Barreda. En 1917 fue presidente de la Junta Departamental del Cusco, entidad encargada de llevar adelante la canalización de los ríos así como dotar servicios básicos a la ciudad.